# Lennart Jörberg
Gustav Lennart Jörberg, född 26 januari 1927 i Varberg, död 8 april 1997 i Helgeands församling, var en svensk ekonomhistoriker. Han disputerade 1961 vid Lunds universitet där han senare var professor i ekonomisk historia. Han blev 1982 ledamot av Vetenskapsakademien. Han var adjungerad ledamot i Kommittén för Sveriges Riksbanks pris i ekonomisk vetenskap till Alfred Nobels minne 1993.